# Edurne
Edurne García Almagro (ur. 22 grudnia 1985 w Madrycie) – hiszpańska piosenkarka popowa, aktorka, modelka i prezenterka telewizyjna.

## Życiorys
Karierę muzyczną rozpoczęła w wieku dziewięciu lat, kiedy to dołączyła do dziecięcej grupy muzycznej Trastos. W 2000 zadebiutowała jako aktorka, grając rolę epizodyczną w serialu Robles, investigador. W kolejnych latach pojawiła się gościnnie w kolejnych serialach: Hospital Central (2002) i Ana y los 7 (2003).
W 2006 zajęła szóste miejsce w czwartej edycji programu typu talent show Operación Triunfo. Po udziale w programie podpisała kontrakt płytowy z wytwórnią Sony BMG Spain, która wydała jej debiutancki album studyjny, zatytułowany po prostu Edurne. Album promowała singlami: „Despierta”, z którym zadebiutowała na piątym miejscu hiszpańskiej listy przebojów, oraz „Amores dormidos” i „Te falta veneno”, które znalazły się na ścieżce dźwiękowej serialu Yo soy Bea. Z płytą zadebiutowała na trzecim miejscu listy najczęściej kupowanych albumów w kraju.

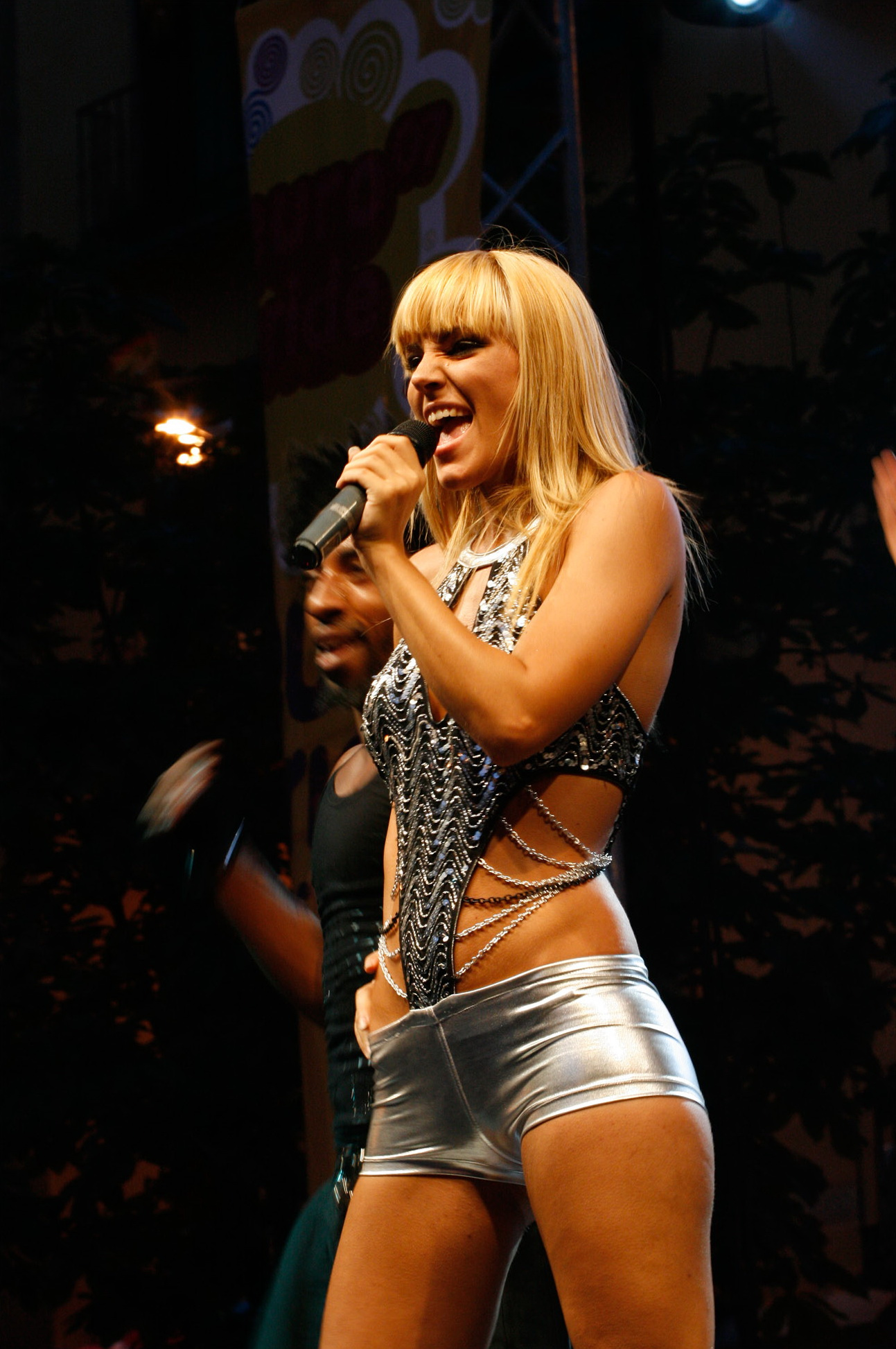
Edurne na EuroPride 2007 w Madrycie

W czerwcu 2007 wydała album pt. Ilusión, z którym dotarła do 13. miejsca listy najczęściej kupowanych płyt w Hiszpanii. W 2008 wydała album pt. Première, który promowała singlem „Un poco de amor” (hiszpańskojęzyczną wersją utworu Queen „Somebody to Love”) oraz piosenkami ze ścieżki dźwiękowej musicalu Grease w hiszpańskiej wersji językowej: „Sigo enamorada de ti” („Hopelessly Devoted to You”) i „Tú serás para mí” („You're the One That I Want”). Obie piosenki śpiewała jako Sandy w lokalnej inscenizacji musicalu Grease, El musical de tu vida, w którym występowała do 2013.
Pod koniec marca 2010 wydała album pt. Nueva Piel, z którym zadebiutowała na 16. miejscu krajowej listy najczęściej kupowanych płyt. Płytę promowała singlami: „Soy como soy” i „Oigo mi corazón”. Również w 2010 zajęła drugie miejsce w finale ósmej edycji programu rozrywkowego ¡Más que baile!.

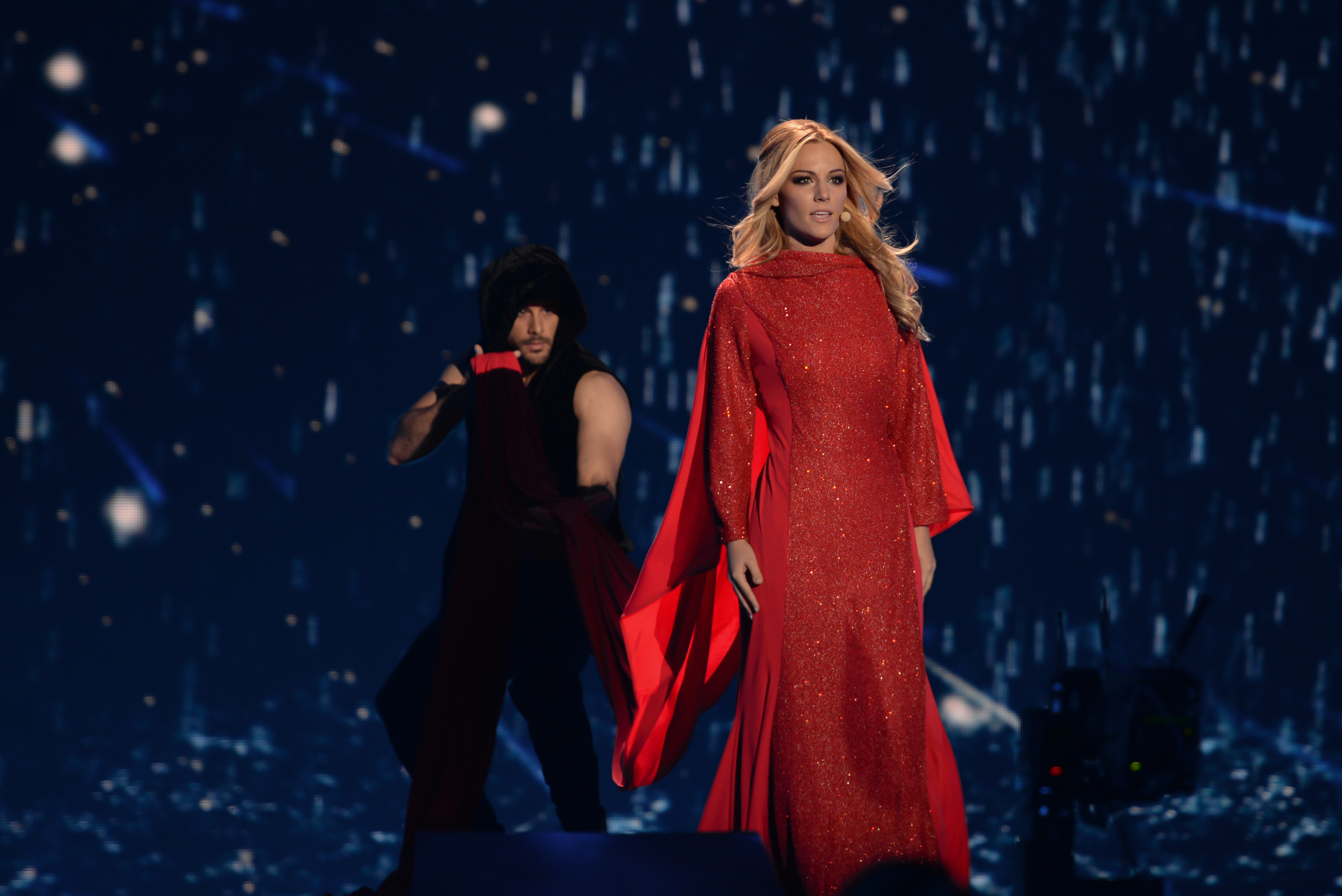
Edurne w 60. Konkursie Piosenki Eurowizji (2015)

Pod koniec września 2013 piąty pt. Climax, z którym dotarła do 22. miejsca na krajowej liście bestsellerów. Płytę promowała singlami: „Pretty Boy” i „Pankiller”. W tym samym roku zwyciężyła w finale trzeciej edycji programu rozrywkowego Tu cara me suena oraz nagrała piosenkę „Hand of Heart” w duecie z Olly'm Mursem, która znalazła się na hiszpańskim wydaniu jego debiutanckiej płyty pt. Right Place Right Time.
Od czerwca do grudnia 2014 współprowadziła (z Xavim Rodríguezem) program komediowy Todo va bien. W maju 2015, reprezentując Hiszpanię z utworem „Amanecer”, zajęła 21. miejsce w finale 60. Konkursu Piosenki Eurowizji w Wiedniu.

## Życie prywatne
Jest żoną piłkarza Davida de Gei, z którym jest w związku od 2014. Mają córkę, Yanay (ur. 4 marca 2021).

## Dyskografia
Albumy studyjne
- Edurne (2006)
- Ilusión (2007)
- Première (2008)
- Nueva Piel (2010)
- Climax (2013)
- Adrenalina (2015)